# Architecture for Control Networks
Architecture for Control Networks (amb acrònim anglès ACN) és un conjunt de protocols de xarxa per al control d'equips de tecnologia d'entreteniment, especialment els que s'utilitzen en actuacions en directe o instal·lacions a gran escala. Per exemple, equips d'il·luminació, àudio o efectes especials. ACN està gestionat per Entertainment Services and Technology Association i la seva primera versió oficial va ser ANSI Standard E1.17-2006 - Entertainment Technology - Architecture for Control Networks. L'estàndard es va revisar i publicar posteriorment com a ANSI E1.17-2010.
ACN es va dissenyar inicialment per posar-se en capes a la part superior d'UDP/IP i, per tant, s'executarà sobre la majoria de transports IP, incloses les xarxes Ethernet estàndard i de baix cost i 802.11 (Wi-Fi).
ACN defineix una arquitectura de protocol comú, dos protocols de xarxa principals (SDT, DMP), un llenguatge de descripció de dispositiu (DDL) i una sèrie de "Perfils E1.17 per a la interoperabilitat" (coneguts com a EPI o perfils d'interoperabilitat) que defineixen com els elements de l'arquitectura ACN s'ha d'utilitzar en un context determinat per aconseguir la interoperabilitat. Per exemple, proporcionant valors o intervals específics per als paràmetres de temporització que s'utilitzen en un entorn de xarxa concret.
S'ha criticat el desglossament d'ACN en subprotocols, perfils d'interoperabilitat i altres petites peces ja que dificulta la lectura i la comprensió d'ACN, però fa que l'arquitectura sigui molt modular i netament estratificada i això ha permès que moltes de les peces s'utilitzin en altres contextos o substituïssin o revisin sense canviar les altres peces. Per exemple, DMP s'ha operat a través de TCP i SDT tal com es defineix a l'estàndard inicial, DDL s'ha adaptat amb pocs canvis per descriure els dispositius als quals s'accedeix DMX512 (ANSI E1.31/Streaming ACN) i s'han vist diversos perfils d'interoperabilitat.